# Runggye Adak

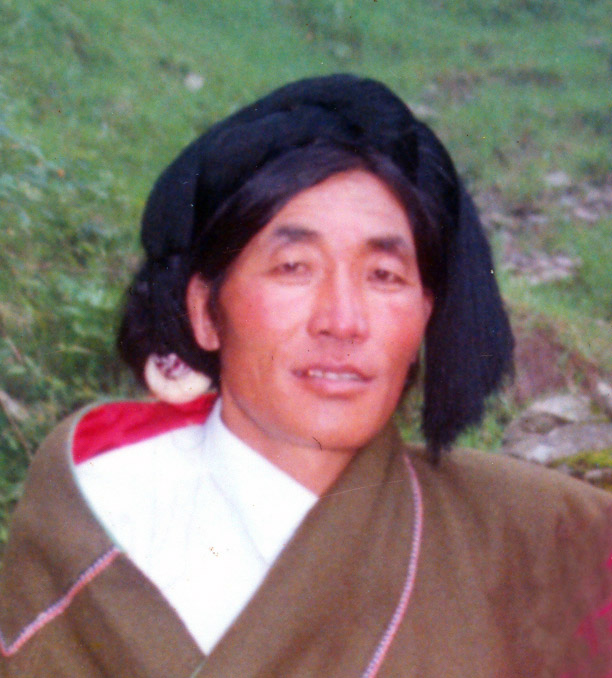
Runggye Adak in Litang

Runggye Adak, ook geschreven als Rongye of Adrak (Yonru Kharshul (Litang, Kham)) is een Tibetaan die werd gearresteerd en veroordeeld voor ondermijning van de staat in de Volksrepubliek China, nadat hij een aantal politieke verklaringen had geuit in het openbaar tijdens een festival in Oost-Tibet op 1 augustus 2007.
Runggye Adak nam de microfoon tijdens een speech tijdens het paardenracefestival in Litang en vervolgde met een oproep voor de terugkeer van de veertiende dalai lama Tenzin Gyatso en de vrijlating van Gendün Chökyi Nyima, voor veel Tibetanen de elfde pänchen lama, en van Tenzin Delek, een lama uit Litang die een levenslange gevangenisstraf opgelegd kreeg.
Runggye Adak werd kort erop gevangengezet. Een spontaan protest van de lokale bevolking dat zijn vrijlating eiste hield enkele dagen aan totdat de oproerpolitie hen uiteendreef en enkele betogers oppakte. Adak werd veroordeeld tot acht jaar gevangenisstraf.